# Воскресеновка (Узункольский район)
Воскресеновка (каз. Воскресенов) — село в Узункольском районе Костанайской области Казахстана. Входит в состав Новопокровского сельского округа. Код КАТО — 396647200.

## Население
В 1999 году население села составляло 419 человек (206 мужчин и 213 женщин). По данным переписи 2009 года, в селе проживало 347 человек (161 мужчина и 186 женщин).